# Operazione Cascade
Operazione Cascade era il nome in codice di un'operazione di inganno militare strategico messa in atto dagli Alleati a partire dal marzo del 1942, nell'ambito della campagna del Nordafrica della seconda guerra mondiale: concepita e diretta dal colonnello Dudley Clarke e dalla sua 'A' force, l'operazione aveva lo scopo di ingannare le forze dell'Asse facendo apparire le truppe Alleate dispiegate in Egitto molto più consistenti di quanto fossero nella realtà.
Cascade fu una delle prime grandi operazioni di inganno strategico messe in atto dagli Alleati ad ottenere un notevole successo, e i risultati e le lezioni ottenute da essa furono d'esempio per le successive missioni realizzate più avanti nel corso del conflitto.

## L'operazione
Nel marzo del 1942 gli eventi della campagna nordafricana non stavano volgendo positivamente nei confronti degli Alleati: i successi ottenuti con la precedente operazione Crusader del novembre 1941 erano ormai stati superati dalla ripresa offensiva delle forze italo-tedesche sotto il generale Erwin Rommel, che nel gennaio seguente aveva portato alla riconquista di gran parte della Cirenaica; il fronte si era stabilizzato lungo una linea tra Ain el-Gazala sulla costa e Bir Hacheim nell'interno, ma gli Alleati temevano l'inizio imminente di una nuova offensiva delle forze di Rommel.
Fin dal gennaio del 1941, Dudley Clarke, l'incaricato delle operazioni di inganno militare voluto dallo stesso comandante alleato Archibald Wavell, aveva iniziato a elaborare e mettere in pratica svariati piani per confondere i servizi di spionaggio e ricognizione dell'Asse in Nordafrica, agendo inizialmente in solitaria prima della formazione di un apposito dipartimento ('A' force) nell'aprile del 1942. Tramite l'impiego di falsi documenti e comunicazioni radio, inganni visivi e agenti doppi, Clarke creò una serie di unità fittizie onde confondere il nemico circa la reale consistenza delle forze alleate dispiegate in Nordafrica; queste azioni furono la base su cui Clarke sviluppò la successiva operazione Cascadea.
L'operazione Cascade puntò a espandere il reale ordine di battaglia delle forze alleate creando via via una serie di unità completamente fittizie, ma rese "reali" agli occhi del nemico tramite una serie di artifici: fin dal 1941 Clarke aveva già provveduto a creare una serie di unità immaginarie come la "1st Special Air Service Brigade" o la "10th Armoured Division" nel deserto libico, oppure la "7th Division", guarnigione fittizia dell'isola di Cipro. La costituzione di tali unità fittizie venne quindi incrementata massivamente onde inflazionare la reale consistenza delle forze britanniche in Medio Oriente: se nel marzo del 1942 la reale consistenza delle forze alleate nello scacchiere del Mediterraneo ammontava a cinque divisioni corazzate e dieci divisioni di fanteria, Cascade puntò a incrementare tale forza, a beneficio dell'intelligence dell'Asse, a otto divisioni corazzate e 21 di fanteria.
La creazione delle unità fasulle fu molto accurata: furono redatti documenti che testimoniavano la loro creazione e il loro regolare trasferimento in Medio Oriente dalle loro basi nel Regno Unito, Australia, Nuova Zelanda, India o Sudafrica, e per ognuna di esse fu creato un regolamentare e particolareggiato ordine di battaglia interno, come pure stemmi e insegne personali. La presenza "fisica" di tali unità venne invece contraffatta tramite false trasmissioni radio e la manipolazione degli informatori civili reclutati dalle intelligence dell'Asse in Egitto: molti di loro, del resto, erano "agenti doppi" controllati dalla stessa A force tramite una rete di controspionaggio denominata "Cheese".
Documenti dell'Asse, catturati dopo la seconda battaglia di El Alamein, dimostrarono il notevole successo ottenuto dall'operazione Cascade: un'analisi redatta dalla A force, pubblicata il 19 novembre 1942, dimostrò che l'intelligence nemica aveva sovrastimato le forze dell'Ottava Armata britannica del 40% per quanto riguardava le unità corazzate e del 45% per le unità di fanteria. Cascade inoltre consentì agli Alleati di accumulare una notevole esperienza in fatto di operazioni di inganno militare, poi messa a frutto con ottimi risultati nel corso delle operazioni di copertura agli sbarchi in Europa (in Normandia e nel sud della Francia). Cascade stessa fu sospesa nel 1944, ma le unità fittizie da essa create continuarono a "esistere" come parte dell'ordine di battaglia alleato nell'ambito dell'operazione Zeppelin, il piano di disinformazione messo in atto per distrarre forze tedesche dal fronte italiano minacciando azioni nei Balcani o in Grecia: nel 1944, a fronte di 52 divisioni alleate realmente presenti nel teatro del Mediterraneo, l'intelligence dell'Asse diede per certo un totale di 70 divisioni a disposizione del nemico.